# Вестон
Вестон (англ. Weston) — місто (англ. city) в США, в окрузі Бровард на південному сході штату Флорида, західна сторона межує з Іверглейдс. Населення — 68 107 осіб (2020). Місто входить до агломерації Форт-Лодердейл — Помпано-Біч — Дірфілд-Біч з населенням 1 766 476 осіб (2009 рік), що є підагломерацією Маямі — Форт — Лодердейл — Помпано-Біч з загальним населенням 5 547 051 особа (2009 рік).
У 2008 році Вестон названий найкращим містом для життя на Флориді. Дохід на душу населення один з найбільших з міст Флориди.
У місті мешкають багато відомих співаків й спортсменів.

## Географія
Вестон розташований за координатами 26°6′1″ пн. ш. 80°24′8″ зх. д. / 26.10028° пн. ш. 80.40222° зх. д. (26.100407, -80.402222). За даними Бюро перепису населення США в 2010 році місто мало площу 68,23 км², з яких 65,17 км² — суходіл та 3,06 км² — водойми.

## Демографія
Згідно з переписом 2010 року, у місті мешкали 65 333 особи в 21 220 домогосподарствах у складі 17 765 родин. Густота населення становила 958 осіб/км². Було 24394 помешкання (358/км²).
Расовий склад населення:
| - 85,8 % — білих - 4,6 % — азіатів - 4,4 % — чорних або афроамериканців - 0,1 % — корінних американців - 2,7 % — осіб інших рас |

До двох чи більше рас належало 2,4 %. Частка іспаномовних становила 44,9 % від усіх жителів.
За віковим діапазоном населення розподілялося таким чином: 30,7 % — особи молодші 18 років, 61,3 % — особи у віці 18—64 років, 8,0 % — особи у віці 65 років та старші. Медіана віку мешканця становила 37,9 року. На 100 осіб жіночої статі у місті припадало 94,4 чоловіків; на 100 жінок у віці від 18 років та старших — 89,0 чоловіків також старших 18 років.
Середній дохід на одне домашнє господарство становив 126 177 доларів США (медіана — 93 814), а середній дохід на одну сім'ю — 136 705 доларів (медіана — 101 974). Медіана доходів становила 81 773 долари для чоловіків та 47 576 доларів для жінок. За межею бідності перебувало 7,2 % осіб, у тому числі 7,3 % дітей у віці до 18 років та 7,5 % осіб у віці 65 років та старших.
Цивільне працевлаштоване населення становило 30 741 особа. Основні галузі зайнятості: освіта, охорона здоров'я та соціальна допомога — 21,3 %, науковці, спеціалісти, менеджери — 16,4 %, роздрібна торгівля — 11,1 %, фінанси, страхування та нерухомість — 10,1 %.